# Croton muelleri
Espèce
Classification APG II (2003)
Croton muelleri est une espèce de plantes à fleurs du genre Croton et de la famille des Euphorbiaceae.
Selon World Checklist of Selected Plant Families (WCSP) (site visité le 12 avril 2024), c'est un synonyme de Croton heptalon (Kuntze) B.W.van Ee & P.E.Berry.
L'espèce est trouvée au Texas, aux États-Unis et au Nord-Est du Mexique.